# 你好 安妮 ～Before Green Gables
《你好 安妮 ～Before Green Gables》為日本動畫公司製作的世界名作劇場系列第26部也是最後一部的動畫作品，改編自加拿大作家白琪·威爾遜的作品《你好 安妮》（Before Green Gables）。自2009年4月5日播至同年2009年12月27日，全39話。

## 故事
19世紀中葉。加拿大東部的半島・新斯科細亞的小鄉下城鎮柏林布洛克，有一個6歲的少女安妮・雪利。一開始就失去了父母的她，被她原本在她家幫傭的女傭喬安娜領養而去，她過著每天做家事與照顧小孩子的生活。
這是個過著艱苦生活，而運用天生的想像力度過的ㄧ個少女的故事。

## 登場人物
簡略的安妮所居住地方的變遷
- 故事開始時，安妮（當時6歲）與湯瑪斯ㄧ家共7人在同一棟屋簷底下生活。此外，在第1話裡明頓夫人給了湯瑪斯家小貓羅欽華，在那之後就由安妮來照顧。
- 第27話以後，湯瑪斯家的當家，伯特因為事故而死。安妮只好離開湯瑪斯家，由製木材工廠的漢蒙家所領養。（這個時候，安妮9歲）
- 第31話以後，漢蒙家的當家，肯德里克突然死去。安妮只被迫前往希望鎮，被送到某個孤兒院裡了，並在孤兒院理生活約4個月的時間。（這個時候，安妮10歲）
- 第39話（最終話），安妮將被住在愛德華王子島的卡斯伯特兄妹所收養，並搭船前往（這個時候，安妮11歳。之後由「紅髮安妮」的故事發展）。

### 安妮與其雙親
安妮・雪利（Anne Shirley，配音員：日高里菜）
故事的女主角。故事開始時是6歲，從小失去夫母的她，被喬安娜阿姨與伯特叔叔收養，常常幫忙洗衣服與做飯和照顧湯瑪斯家的孩子們的生活。
其名字據喬安娜的描述說是她的爸爸華爾特取自於「安妮・史圖亞特（Anne Stuart）」的名字「安妮」，而她對於名字後面多了個「E」而感到高興。其後她向人介紹自己時，一定會說【名字後面有加「E」字的「安妮」】。這是為了避免與同音的「安（Ann）」弄錯而是特別要提醒的，她本人不喜歡大家叫她「安」，而要叫她「安妮」。在和海格蒂小姐一起喝茶的時候，她曾說她不喜歡紅髮，希望自己擁有烏黑的秀髮，不過這種事情當然不可能發生。
在故事一開始時，她住在湯瑪斯家，然而在伯特死後，就被肯德里克接去，住在漢蒙家，後來肯德里克也死後，被夏綠蒂的親戚賴森夫人帶到希望鎮的孤兒院去，是個命運多舛的女孩子，之後聽說愛德華王子島的卡斯伯特兄妹要領養一個女孩子，而她被允許前往，最後就與莉莉還有史賓賽夫人一起搭船前往愛德華王子島去了。
華爾特・雪利（Walter Shirley，配音員：井上倫宏）
安妮的父親。以前在柏林布洛克教書，他被喬安娜與史考特喻為背上有長羽翼的人，是個很風趣的男子。有著與安妮一樣的紅髮。他曾經幫助過小時候的史考特，鼓勵他努力念書。
他與柏莎一起住在一個充滿紫丁香的黃色小房子裡，可是在安妮出生沒多久時，得了熱病去世了。
柏莎・雪利（Bertha Shirley）
安妮的母親。以前也是在柏林布洛克教書，據喬安娜的敘述，她以前身體並不是很好，常常生病，是個很文靜的人，但華爾特時常讓她很開心。頭髮的顏色是褐色，有著與安妮一樣的綠色眼眸。不過在安妮出生沒多久，一樣得了熱病去世了。
在喬安娜的回憶中，與華爾特還有她（柏莎），三人一起在黃色的小房子的時候，柏莎她曾經期望安妮，並說：「這個孩子一定，像華爾特那般的，會是個持有夢想羽翼的女孩子。」，柏莎她如此這般的相信著。

### 與湯瑪斯家相關的人們

#### 喬安娜與其雙親
喬安娜・哈里根‧湯瑪斯（Joanna Harrigan Thomas，配音員：田村聖子）
愛麗莎、霍瑞斯、愛德華、哈利與諾亞五個孩子的母親。華爾特、柏莎與潔西的好友。在安妮還在強媬失去父母的時候收養了她，年輕的時候與伯特一起獲得跳舞的冠軍，也答應了伯特的求婚。
可是曾幾何時婚變，伯特變的很頹廢，在柏林布洛克時還會毆打還在懷孕的她。而在安妮3歲的時候，對她也是很不好，開始要她做東做西，做不好就罵安妮。在愛麗莎走後，把全部的負擔都給了安妮。
安妮在馬里斯維爾把事情做的很好，她就很少生氣，也願意安妮去上學。但在伯特死後，她的父母不願意收養安妮，正好肯德里克・漢蒙願意收養安妮，就讓安妮走。但在安妮走後，她很後悔，當初應該對她溫柔點，還有對安妮多說說華爾特與柏莎的事情。
愛麗莎・哈里根（Eliza Harrigan，配音員：渡邊美佐）
喬安娜的母親。她是愛麗莎、霍瑞斯、愛德華、哈利與諾亞的外婆。在伯特的喪禮的時候出現。對於伯特遺留下來的欠債，她要求湯瑪斯家的人吃下去。她只打算收養喬安娜所生的4個孩子（霍瑞斯、愛德華、哈利與諾亞），不打算收養是孤兒的安妮，此話一出，讓安妮非常的傷心。
哈里根（Mr. Harrigan，配音員：佐佐木省三）
喬安娜的父親，愛麗莎的丈夫。他是愛麗莎、霍瑞斯、愛德華、哈利與諾亞的外公。在伯特的喪禮的時候出現。是個很沉默的人，其事情幾乎都是妻子愛麗莎做主。

#### 伯特與其親戚
伯特・湯瑪斯（Bert Thomas，配音員：佐藤節二）
愛麗莎、霍瑞斯、愛德華、哈利與諾亞五個孩子的父親。不過卻整天無所事事，喝酒後還會毆打還在懷孕的喬安娜。其年輕的時候是個人人羨慕的帥哥，曾經與喬安娜一起奪得跳舞的冠軍。
本來在柏林布洛克找到一份正經的鐵路公司工作，但後來與上司富蘭克林起衝突，而被解雇了，後來明頓夫人幫助他去馬里斯維爾的鐵路公司，在那裡的某一天，被那裡的朋友傑佛瑞給騙了，又被鐵路公司開除，後荒廢了2年的時間。
在小兒子諾亞得了咽喉炎時，為了救諾亞不惜拼上性命，低聲下氣求助醫生也救到了諾亞。然而在聖誕節後的早晨，為了去找工作，走到鐵道上，被突如起來的火車給撞死，享年45歲。
保羅・湯瑪斯（Paul Thomas）
伯特的兄弟。在安妮要發訃聞電報的信件上，有判明他寄給伯特信時所能得知的名字，而他應該有可能就是對愛麗莎老夫人回應的那位，又或著是戴眼鏡的那位。他無法反駁愛麗莎要湯瑪斯家族的人們，負擔起伯特如山一樣多的欠債。
湯瑪斯（Thomas）
伯特的兄弟。當時與哈里根夫婦對談的湯瑪斯兄弟裡的其中一人，名字不詳。他可能是對愛麗莎愛麗莎老夫人回應的那位，又或著是戴眼鏡的那位。他也無法反駁愛麗莎要湯瑪斯家族的人們，負擔起伯特如山一樣多的欠債。
湯瑪斯老夫人（Old Mrs. Thomas）
伯特、保羅與另一位湯瑪斯的母親。從其畫面上看起來比伯特還有其兩兄弟還要老的感覺，因而判明是他們的母親。
在「紅髮安妮」裡有提到，伯特在被火車撞死後，應該是由她收養喬安娜與她的孫子們（不包括喬安娜收養的安妮），可是在這裡她卻沒表示任何意見，反而由喬安娜的雙親哈里根夫婦收養喬安娜與她的孫子們。

#### 湯瑪斯家的孩子們
愛麗莎・湯瑪斯→愛麗莎・愛默生（Eliza Thomas→Eliza Emerson，配音員：涌澤利香）
湯瑪斯家的長女。其名字是取自於喬安娜的母親的名字，也就是她外婆的名字。故事一開始是個17歲的少女，對安妮來說是個大她10歲多的姊姊。她喜歡安妮，也喜歡愛默生家的羅傑，在某次舞會後接受了羅傑的求婚，與他一起到英國倫敦去發展了。
霍瑞斯・湯瑪斯（Horace Thomas，配音員：小林由美子）
湯瑪斯家的長男。其名字是伯特取的。喜歡和愛德華一起捉弄湯瑪斯家收養的安妮。在安妮某次被調皮搗蛋的他們弄的生氣後，就稍微收斂了點。在伯特死後，就答應做出伯特生前對他的要求，要照顧安妮和家裡的人們。此外也對外婆愛麗莎提出帶安妮一起生活的事情，可是還是被外婆給拒絕了。
愛德華・湯瑪斯（Edward Thomas，配音員：下釜千昌）
湯瑪斯家的次男。其名字是伯特取的。喜歡和霍瑞斯一起捉弄湯瑪斯家收養的安妮。在安妮某次被調皮搗蛋的他們弄的生氣後，就稍微收斂了點。
哈利・湯瑪斯（配音員：川田妙子）
湯瑪斯家的三男。其名字是牧師取的。故事一開始是個小嬰兒，後來慢慢的長大也懂事了。
諾亞・湯瑪斯（Noah Thomas，配音員：興梠里美）
湯瑪斯家的小兒子。其名字是安妮取的，典故來自於諾亞。有一次一個冬天裡，為了找安妮玩，結果被掉下來的大雪埋住，而得了咽喉炎。伯特他為了要救他（諾亞）可是冒會死的風險，在大雪日裡找醫生來，終於把他給救活了。
在伯特死後，把原本打算要爸爸伯特裝的星星，給伯特當成陪藏品。而在安妮要離開時，安妮把小熊娃娃給了他，要他看到小熊娃娃就想到她。

### 愛默生家的人們
羅傑・愛默生（Roger Emerson，配音員：浦田優）
愛默生家的長子，喜歡湯瑪斯家的愛麗莎。向愛麗莎求婚而被答應了。原本愛麗莎要求帶安妮走，可是他為了不想違逆湯瑪斯家的伯特與喬安娜而拒絕。但這並沒有影響到他與愛麗莎的戀愛，之後在某天他與愛麗莎一起離開柏林布洛克，往倫敦去了。
在第39話，於愛麗莎寫給安妮的信的時候，他留了一把與自己褐色頭髮一樣顏色的八字鬍。
安妮・愛默生（Anne Emerson）
羅傑與愛麗莎在倫敦所生的女兒，因為思念安妮，所以給自己的孩子也取名為「安妮」。
美雅麗・愛默生（Mary Emerson，配音員：水澤史繪）
羅傑的妹妹，不喜歡讀書，喜歡戲弄來照顧她的安妮。
愛默生（Mr. Emerson，配音員：高塚正也）
羅傑與美雅麗的父親。對於羅傑要娶湯瑪斯家的愛麗莎為妻時，一開始非常的反對。後來羅傑非常堅持，他只好答應，說出要把成功的成果給他看，不過條件別想要他給羅傑支援。
愛默生夫人（Mrs. Emerson，配音員：富澤美智惠）
羅傑與美雅麗的母親。在理查的店裡看到看到很有趣的安妮，就覺得她可以成為美雅麗的玩伴的。後來她送給安妮布朗寧的詩集作為謝禮。

### 在柏林布洛克的人們
明頓夫人（Mrs. Minton，配音員：山口奈奈）
住在柏林布洛克的老婆婆，做的是金錢貸款方面的生意。由於她與人非常難相處，被大家認為是個小氣又壞心眼的人。在30年前因為獨生女羅莎生病去世之後，從此失去的笑容，並對人都是一板一眼的，但由於安妮的幫助下，而使她恢復了笑容，也變的樂於與人相處了。
羅莎・明頓（Rosa Minton，配音員：川田妙子）
明頓夫人的女兒，30年前與安妮一樣6歲大的年紀時生病去世，從那時候起明頓夫人失去了笑容。
佩蒂（Patty）
安妮在明頓夫人家幫忙時，為某個不確定的東西取的名字。
美雅麗（Mary）
安妮在明頓夫人家幫忙時，為某個不確定的東西取的名字。
約翰（John，配音員：竹本英史）
伯特的壞朋友，時常找伯特喝酒。在第3話安妮不見時，也有幫忙尋找，在第8話伯特毆打富蘭克林時，可有前去阻止過。
亨利（Henry，配音員：宮崎寬務）
伯特要去面試工作的員工，不過當時他告訴伯特史密斯先生不在，請他稍等。
史密斯（Smith）
伯特要去面試工作的先生，不過當時他並不在，只有員工亨利一個人
潔西・麥金泰爾・葛里森（Jessie MacIntyre Gleeson，配音員：堀江美都子）
華爾特與柏莎的朋友。6年前因為自己的孩子得了熱病死掉了，之後對照顧孩子沒信心。在她得知喬安娜把安妮照顧的很好，而湯瑪斯家發生巨變時，想要領養安妮，可是卻被喬安娜拒絕。
傑拉德・葛里森（Gerald Gleeson，配音員：增谷康紀）
潔西的丈夫，對於雪利家的事情不大清楚，都是從潔西那裡聽來了。
珍妮・葛里森（Jenny Gleeson）
潔西與傑拉德的女兒，6年前在安妮出生的沒多久的時候得了熱病，才6歲就死掉了。在故事中雖未提及她的名字，不過原作中有提及她叫「珍妮」。
珍（Jane，配音員：川田妙子）
愛麗莎工作地方的朋友，喜歡愛默生家的羅傑。對於卑微出身的愛麗莎嗤之以鼻。
南西（Nancy，配音員：荒木香惠）
愛麗莎工作地方的朋友，喜歡愛默生家的羅傑。對於卑微出身的愛麗莎嗤之以鼻。
凱蒂・莫里斯（Katie Maurice）
愛麗莎以前上學時的知心好友，不過自從搬家後就音訊全無了，由於愛麗莎有失去她這個朋友的感受，所以才想帶安妮與羅傑一起去倫敦過生活，可是卻未被接受。另外有著與其同名同姓的餐具櫃。
理查（Richard，配音員：宇垣秀成）
書店的老闆，對於貧窮的湯瑪斯家的人一點好感也沒有，因為湯瑪斯家欠了很多債都還沒有還。
桃樂絲（Dorothy，配音員：伊倉一惠）
明頓夫人的朋友，是她帶安妮到明頓夫人家幫忙的。
比利（Billy，配音員：置鮎龍太郎）
蘇珊的丈夫，伯特與喬安娜的朋友。
蘇珊（Susan，配音員：根谷美智子）
比利的妻子，伯特與喬安娜的朋友。
艾倫（Allan）
受邀比利與蘇珊去參加舞會的主人，不過他並沒有出現。

### 在馬里斯維爾的人們
瑪蒂（Maddy，配音員：西宏子）
住在馬里斯維爾的老婦人。喬安娜到馬里斯維爾時，第一次遇到的人，而她也是哈德遜夫婦店裡的常客。對於搬到這裡的湯瑪斯家的人是好是壞，她都知道的一清二楚。
艾格曼（Egg Man，配音員：田中宏樹）
住在馬里斯維爾的賣蛋人，由於自己是個賣雞蛋的，所有有個「艾格曼」的稱號。本名是「羅伯特・強森（Robert Johnson）」。由於2年前被強森家族的人趕出家門，自己喜歡的愛人也離他而去了，於是之後對於人變的不信任，而來到了馬里斯維爾賣雞蛋。
他之後在這裡認識安妮後，才慢慢的找回了對人類的信任與笑容，每次安妮來買蛋時，就教導安妮一些字。然而在認識梅麗莎後，兩個人一開始像是夫妻吵架，但漸漸兩人有了交集而有好感，後來向梅麗莎求婚，也獲得了願意的回應。在安妮7歲的冬天，決定離開馬里斯維爾與梅麗莎一起回到梅麗莎的故鄉去教書。
之後在安妮11歲時，於第38話在希望鎮與安妮再次見面，在孤兒院裡住了兩天，並演奏大提琴給大家聽，但之後為了再度踏上旅程，就與梅麗莎一起駕車離開了，並期待以後能與安妮再次相見。
潔若婷・強森（Geraldine Johnson）
安妮給羅伯特與梅麗莎即將出生的寶寶，所取的名字，說如果是女孩子就叫這個名字。
弗雷德里克・強森（Frederick Johnson）
安妮給羅伯特與梅麗莎即將出生的寶寶，所取的名字，說如果是男孩子就叫這個名字。
哈德遜（Mr. Hudson，配音員：增谷康紀）
住在馬里斯維爾的雜貨店老闆。梅莉的丈夫。
梅莉・哈德遜（Mary Hudson，配音員：多歧川真里子）
住在馬里斯維爾的雜貨店老闆。哈德遜的妻子。
史考特（Scott，配音員：石塚堅）
安妮父親華爾特以前的學生，看起來是個有為的青年。小時候由於時常生病而對生命感到絕望而不去學校，但是華爾特的拜訪讓他燃起的生命的希望，現在也是個學校的老師。他在與安妮邂逅時，作客於湯瑪斯家的時候，得知安妮是華爾特・雪利的孩子。
麥瑟醫生（Dr. Myser，配音員：高塚正也）
伯特在從樹上摔下來時，為他醫治的醫生。還有在小兒子諾亞得了咽喉炎時，看到伯特為了要救助諾亞，還有被伯特為了兒子的事情大為感動，在當羅登家的夫人接生完後，就趕到伯特所在的地方，幫助他，到湯瑪斯家救助諾亞。在整療完後，他告訴湯瑪斯家的其他人，說伯特是個比任何人都勇敢的父親，是個寧可付出性命也要救兒子的好父親。
麥瑟老夫人（Old Mrs. Myser，配音員：進藤尚美）
麥瑟醫生的母親，是個耳朵有重聽的老婆婆，看到伯特・湯瑪斯的時候，就罵他沒有良心，只會喝酒不工作，虐待老婆與孩子們，後來就把伯特給趕走了。
麥瑟小姐（Miss Myser，配音員：嶋村侑）
麥瑟醫生家的女兒，聽到有人有人來就說出爸爸是不是從羅登家回來了，由於這話讓在外的伯特聽到後，就立刻前往羅登家。故事中只有聲音出現，不過應該是個女孩子。
亨利（Henry，配音員：田中大文）
麥瑟醫生的助手，在伯特到羅登家時，因為伯特信用破產，正想要把他趕出去的時候，正好麥瑟醫生聽到了伯特的請求，就叫他把救諾亞的藥給伯特。由於伯特救助了兒子的事情眾人皆知，慢慢的他也開始相信伯特改變了，在伯特苦無聖誕節沒錢的時候，他資助了一部份。
羅登夫人（Mrs. Rhoden）
麥瑟醫生前往的家庭的夫人，那個時候她在因為生孩子很痛苦，而在努力中。伯特聽到她女兒說麥瑟醫生在這個家，就前去找他了。

#### 藍道夫家的人們
藍道夫・麥克加文（Randolph McGavin，配音員：橘U子）
安妮的同學，在班上是個體格壯碩的學生，他的父親期望他未來可以做律師，可是他一直很猶豫。一開始不喜歡有著紅髮的「安妮」，為此捉弄安妮，曾為了安妮批評他父親而2個人打了起來，之後他對安妮說出，他想要繼承父親的農場，而安妮也說出對他鼓勵的話，之後變的也喜歡安妮了。
在安妮因為伯特死了，也與父親麥克加文一起前來幫助安妮，還說蜜爾德麗德與麥可，還有大家都會幫安妮加油打氣的。
麥克加文（Mr. McGavin，配音員：江川央生）
藍道夫的父親，被大家喻為是鎮上的暴發戶，剝削貧窮的員工，讓自己的養牛的事業擴大。期望自己的兒子藍道夫未來可以做律師。第一次亨德森老師見面時，就因為他是個女的，覺得女人應該都在家裡工作，讓亨德森老師很不滿，兩個人之後每次見面都會吵架。
在集會所被亨德森老師所教的學生給感動，對亨德森老師的感覺也變的溫和許多。在亨德森老師與艾格曼要結婚離開這裡，還很真心祝福他們兩個。
在伯特・湯瑪斯沒錢時要賣跳舞冠軍時的獎盃和鞋子時，他很願意的買下來，因為伯特為了救孩子，願意冒風險，覺得他是個好男人。在伯特死後，他就把獎盃和鞋子歸還，當成伯特的陪葬品。
麥克加文老夫人（Old Mrs.McGavin，配音員：齊藤貴美子）
麥克加文的母親，也是藍道夫的奶奶。對於藍道夫的想法，她說與麥克加文小的時候一樣，說什麼都不願意聽。

#### 蜜爾德麗德家的人們
蜜爾德麗德・普林生（Mildred Plimson，配音員：藤田昌代）
安妮的同學，在學校裡是個有錢的學生，一開始對於孤兒出身的安妮非常的討厭，而捉弄安妮，但久而久之後她被安妮的真誠態度所感動，也變的喜歡安妮了。未來的夢想是希望成為一個漂亮的貴婦人。
但後來亨德森老師來到希望鎮的孤兒院對安妮說，她現在在心情低落時，總會拿出安妮給她的魔法栗子，而且現在在教大家鋼琴，希望能成為一位鋼琴老師。
普林生市長（Mayor Plimson，配音員：中村浩太郎）
蜜爾德麗德的父親，是馬里斯維爾鎮上的市長。由於一直忙於政事，沒有盡到照顧蜜爾德麗德的責任。
普林生夫人（Madame Plimson，配音員：富澤美智惠）
蜜爾德麗德的母親，是馬里斯維爾鎮上的市長夫人。她對於蜜爾德麗德和平民小孩玩很可恥，也會讓普林生家族感到蒙羞，因此非常勢利眼。由於她一直參加婦女會，也沒有盡到照顧蜜爾德麗德的責任。
吉莉安（Gillian，配音員：莊司宇芽香）
普林生家的女傭，服侍著蜜爾德麗德的生活起居。

#### 莎蒂家的人們
莎蒂・布朗（Sadie Brown，配音員：須賀晴海）
安妮的同學。由於摩根說她很少到學校，是為了幫忙家裡帶小孩，其處境和安妮很像，一開始安妮以為她也是個孤兒。後來才知道她是因為家裡太窮了，母親還在，有兩個年幼的弟弟與妹妹，還有爺爺。
其姓氏在故事中沒有被表示，不過在原作中得知她的家族是姓「布朗」的。
山姆・布朗（Sam Brown，配音員：大谷育江）
莎蒂的弟弟，由於還年幼還需要照顧。有次半夜起來上廁所時，無意間聽到媽媽說就快要去天國了，讓他非常的難過。
瑪姬・布朗（Maggie Brown，配音員：興梠里美）
莎蒂的妹妹，由於還年幼還需要照顧。在聽聞山姆說媽媽要死了，讓她非常的傷心。
露意莎・布朗（Louisa Brown，配音員：久川綾）
莎蒂、山姆與瑪姬的媽媽。由於感冒生病在家一個月，不能出去工作。家裡的生活都要靠莎蒂來支撐，以至於讓莎蒂無法正常上學。
布朗（Mr. Brown）
莎蒂、山姆與瑪姬的爸爸。由於在3個孩子很小的時候就過世了，家裡的負擔都變成露意莎一個人。不過露意莎說莎蒂的個性很像他，沉默寡言又是個溫柔的人。
在見到安妮的時候，她說她長的很可愛，連安妮臉上的雀斑也是，對於從小就沒有父母的安妮來說，她第一次感受到了媽媽的感覺。
布朗老先生（Old Mr. Brown，配音員：浦山迅）
莎蒂、山姆與瑪姬的爺爺，露意莎的公公。由於兒子去世，變的媳婦露意莎的生活重擔就變重了。而莎蒂在家的時候時常幫他老人家搥背。

### 馬里斯維爾的學校
梅麗莎・亨德森→梅麗莎・強森（Melissa Henderson→Melissa Johnson，配音員：岡本麻彌）
馬里斯維爾學校的新來的臨時老師，對於教書有其一貫的作風，曾經因為蜜爾德麗德的父母，而被迫回家自我反省。在安妮介紹艾格曼與她認識後，一開始很難接受的她，漸漸的對於文學素質方面很好的艾格曼有好感，向艾格曼求婚而被接受。
在安妮7歲的秋天，她因為學校生病的老師要回來了，因而要辭去老師的工作，打算回故鄉教書。在冬天要離開的時候，她與艾格曼打算收養安妮，可是安妮由於放不下湯瑪斯家的一切，所以還是拒絕了她。她就只好與艾格曼兩個人一起前往她梅麗莎的故鄉。
之後在安妮11歲，於第38話在希望鎮與安妮再次見面，在孤兒院裡住了兩天，但之後為了再度踏上旅程，就與艾格曼一起駕車離開了，在離開前安妮給了她肚子裡的寶寶，取了兩個名字，不過既然取了兩個名字，為了都能派上用場即有可能會生下雙胞胎，她也期待以後能與安妮再次相見。
教育長（The superintendent of education，配音員：高桑滿）
普林生市長夫婦找來的男性教育長，亨德森老師迫回家自我反省時，由他代為教書。
莎莉（Sally，配音員：荒木香惠）
安妮的同學，蜜爾德麗德的朋友之一，也曾經捉弄過安妮。
艾芙琳（Evelyn）
安妮的同學，亨德森老師叫她拼「Pineapple」（鳳梨），這個單字時出現過，後來就沒有看到她了。
比利（Billy，配音員：西川真美）
安妮的同學。是個小個子男孩子，被亨德森老師叫起來拼字時顯的非常的緊張。
麥可（Michael，配音員：粕谷雄太）
安妮的同學，未來的夢想是的希望是當個記者，亨德森老師借他林肯的傳記看。
摩根（Morgan，配音員：川田妙子）
安妮的同學，是個坐在安妮位子前面的女學生。她告訴安妮，莎蒂很少到學校，因為她要照顧家裡的弟弟妹妹所以很忙的，因為她說的這話讓安妮以為莎蒂也是個孤兒。
凱西（Cassie，配音員：陰山真壽美）
安妮的同學。蜜爾德麗德的朋友之一，也曾經捉弄過安妮。她的配音員和名字在第19話才被表示出來。

### 鐵路公司相關的人們
富蘭克林（Franklin，配音員：小山武宏）
柏林布洛克的鐵路公司的員工，喬治亞人。他是明頓夫人的親戚，稱呼明頓夫人為「阿姨」。他也是伯特的上司。十常喜歡找伯特的麻煩，讓伯特非常不滿。後來在艾倫家的舞會結束後，看到喝酒的伯特而來找他麻煩，卻讓忍無可忍的伯特揍了他一頓，而把伯特開除了。
馬克（Mack，配音員：佐藤晴男）
柏林布洛克的鐵路公司的員工，是個不懷好意的男子，請伯特喝酒。在第8話伯特於艾倫家外喝醉酒打富蘭克林的時候，也曾去阻止伯特，可是沒用。
傑佛瑞・帕克（Geoffrey Parker，配音員：佐藤晴男）
馬里斯維爾的鐵路公司的員工。一開始伯特以為交到像他這樣的好朋友，沒想到之後他騙伯特把鐵路公司的保險箱打開，讓他的手下偷走的很多東西，而把罪名嫁禍給伯特。
傑森（Jason，配音員：高塚正也）
馬里斯維爾的鐵路公司的員工。對於伯特這個人一點好感也沒有。
湯米（Tommy，配音員：杉山大）
傑佛瑞的手下。在伯特被因為傑佛瑞的事情而被解雇的2年後，由於逃不了而出賣了傑佛瑞。
愛德加（Edgar，配音員：佳月大人）
傑佛瑞的手下。在伯特被因為傑佛瑞的事情而被解雇的2年後，由於逃不了而出賣了傑佛瑞。
亞查（Archard，配音員：浦山迅）
伯特工作的柏林布洛克與馬里斯維爾的鐵路公司的董事長。30幾年前孩是小毛頭的他曾受到明頓夫人金錢上的資助，並且做到現在董事長的地位。在柏林布洛克把伯特解雇時，受到明頓夫人的斥責，只好給伯特一個去馬里斯維爾工作的機會，後來又因為伯特因為管理的貨物被偷，只好再次把伯特開除，並要伯特賠償其損失。
在伯特被火車撞死，他在禁錮室見到偷竊的傑佛瑞，他就告訴傑佛瑞，沒有資格可以評論伯特他們家，因為他們有家人，看起來好像對伯特有些認同了。

### 與漢蒙家的相關的人們

#### 肯德里克與其雙親、工作上的人物
肯德里克・漢蒙（Kendrick Hammond，配音員：長嶝高士）
夏綠蒂的丈夫。8個孩子的父親，於第26話登場，是製木材工廠的董事長？。他聽說在馬里斯維爾的湯瑪斯家有個很會照顧孩子的紅髮女孩（安妮），希望能夠收養她。他與妻子夏綠蒂不同，他對安妮非常的好。
在向夏綠蒂求婚時，曾經送她一件像玫瑰般的紅寶石項鍊，並騙夏綠蒂說他製木材工廠的董事長。而他的心臟不是很好，每次發作的時候都會很痛苦，在安妮來到漢蒙家一年後的某一天，他就盟主寵召了。
漢蒙（Mr. Hammond）
肯德里克的父親，本來可能打算收養肯德里克與夏綠蒂的孩子，可是卻被妻子所拒絕。
漢蒙夫人（Mrs. Hammond）
肯德里克的母親，據高登夫人說非常的年輕，賴森夫人說她其實是肯德里克的後母。她不打算收養肯德里克與夏綠蒂的孩子，打算擔負起肯德里克喪葬的費用。
尼爾遜（Nelson，配音員：向井修）
肯德里克工作上的委託人，安妮聽肯德里克的敘述得知，他是來請肯德里克蓋飯店的。而肯德里克想如果事情完成的話，以後漢蒙一家說不定有好日子過，只是沒想到之後肯德里克因為心臟病發作過世了，而無法達成他委託的工作。

#### 夏綠蒂與其他親人
夏綠蒂・艾凡斯・漢蒙（Charlotte Evans Hammond，配音員：天野由梨）
肯德里克的妻子，對與肯德里克領養的安妮沒好感，如果安妮做不好就要送她去孤兒院。身體真如肯德里克說的一樣很差，一年身體好的機會只有一次。
聽肯德里克的敘述，說她以前是有錢人家的小姐，可是之後父親死後，財產也沒有了，就在那時她與肯德里克相遇。在肯德里克年輕時向她求婚時，他騙她說他是製木材工廠的董事長，讓她接受了求婚，可是謊言始終會被拆穿，之後對於肯德里克的話不太信任。在安妮來的時候，就對安妮說過，越是期待他會做什麼，到頭來將是一場空。
在肯德里克去世後，面對自己與肯德里克的孩子被收養，還有想起以前與肯德里克的總總，她崩潰的哭了。
艾倫・艾凡斯（Allan Evans，配音員：中井和哉）
夏綠蒂的哥哥，打算收養失去肯德里克的夏綠蒂，並打算照顧她的一切。由於只剩安妮為被收養，然而他隨便的就幫安妮安排去孤兒院的事情。
瑪莎・艾凡斯（Marcia Evans，配音員：相澤惠子）
夏綠蒂的姊妹，她打算收養湯米和吉米這一對雙胞胎。對於安妮這個孩子要去哪家孤兒院的事情，是她對大家提出希望鎮的孤兒院的。然而她在離開前告訴趕來的麥克道格爾老師，安妮將要被帶去希望鎮的孤兒院。
愛爾莎（Elsa，配音員：佐佐木優子）
夏綠蒂的親戚，只打算收養歌蒂，說她家裡再收養一個孩子就足夠了。
在安妮端茶給肯德里克與夏綠蒂的親戚時，她向麗莎問過安妮這個孩子，在得知安妮不是漢蒙家的孩子後，就沒有收養安妮的打算。
麗莎（Liza，配音員：中友子）
夏綠蒂的親戚，只打算收養艾拉，據她所說因為家裡已經有個幼小的孩子，所以不打算再收養第2個。而在她告訴愛爾莎說安妮不是漢蒙家的孩子後，愛爾莎就不打算考慮收養安妮了。
在收養了自己想要的孩子後，就對在一旁的賴森夫人以說著笑的方式表示，還有她沒收養孩子，但是賴森夫人最後還是決定送安妮去孤兒院。
高登夫人（Mrs. Gordon，配音員：堀越真己）
夏綠蒂的親戚，是個中年的老婦人，打算收養喬治與雨果這一對雙胞胎，因為她覺得家裡有小孩子很不錯。
她對賴森夫人問過坐在窗邊的兩個人是誰，賴森夫人就告訴她，那是肯德里克的雙親，並說其夫人是漢蒙的續弦。
格蘭維爾夫人（Mrs. Granville）
夏綠蒂的親戚，是個年輕的婦人，她收養了漢蒙家的第五男（羅德里克）和三女（茱莉・安娜）。
賴森夫人（Mrs. Larsen，配音員：津賀有子）
夏綠蒂的親戚，是個中年的老婦人，她的丈夫在一年前過世，而現在是個獨自生活的寡婦。她自己沒有要收養孩子的打算，由於只剩下安妮沒有收養，所以就打算把安妮送到希望鎮的孤兒院去。
她對安妮說去孤兒院有什麼不好呢！可以和有相同遭遇的孩子在一起，並且有很多話可以說啊！因為這句不食人間煙火的話，讓安妮感到非常傷心。
她在第32話的時候，親自帶安妮來到希望鎮的某家孤兒院，對於安妮的名字，她對孤兒院裡的卡萊爾院長說她忘了，而她只是想要辦完事後趕快走人，因此並沒有看到安妮傷心的一面。

#### 漢蒙家的孩子們
艾拉・漢蒙（Ella Hammond，配音員：興梠里美）
漢蒙家的長女，是個喜歡調皮搗蛋的孩子。有著自然捲的頭髮。
歌蒂・漢蒙（Gertie Hammond，配音員：中司優花）
漢蒙家的次女，是個總是喜歡大叫的孩子。
湯米・漢蒙、吉米・漢蒙（Tommy Hammond、Jimmy Hammond）
漢蒙家的長男與次男，是第一對雙胞胎。
喬治・漢蒙、雨果・漢蒙（George Hammond、Hugo Hammond）
漢蒙家的三男與四男，是第二對雙胞胎。兩個人都有自然捲的頭髮，要分辨他人很簡單，就是喬治的右耳後面有痣，沒有痣的是雨果。
漢蒙家五男、漢蒙家三女（Hammond home fifth son、Hammond home third daughter）
安妮來到漢蒙家後，夏綠蒂生的第三對雙胞胎「龍鳳胎」，動畫中名字不詳，在故事中沒有人叫過他們的名字，不過原作中安妮為他們取了「羅德里克（Roderick）」和「茱莉・安娜（Julie Anna）」這樣的名字。

### 未知城鎮的學校
麥克道格爾老師（Mr. McDougall，配音員：桐本琢也）
學校的老師，對於學生調皮搗蛋，他非常的生氣，想要離開這個鬼地方。安妮到漢蒙家的某個夏天，在教室遇見了正要離開他，當時教室只有他與安妮。對於莎士比亞的文學作品，他有著非常濃厚的興趣。
在聽了安妮的悲慘遭遇後，為此破例給安妮上一堂地理課，他是出生於愛德華王子島，在那裡度過了童年，並在長大後立志要當個老師，在課程結束後，安妮與他道別，並期望以後可以在教室與安妮再次見面。其長相很像「天空之城拉普達」裡的穆斯卡。
之後他從學生的口中得知，漢蒙先生（肯德里克）去世時，他非常的擔心安妮，而再次見到安妮時，是安妮要被賴森夫人送到孤兒院去，在前往希望鎮的孤兒院前，他送給安妮愛德華王子島的相片作為紀念，並和安妮淚別，還要安妮別放棄夢想。在第38話見過安妮在馬里斯維爾時的恩師羅伯特（艾格曼）與梅麗莎兩個人。
珊卓拉・米爾斯（Sandra Mills）
麥克道格爾老師所教的學生，看名字是個女學生。麥克道格爾老師在改她的數學考卷時，發現她沒有好好學習，並在上面留下一段話「給親愛的麥克道格爾老師，每次看到老師英俊的臉龐時，我都會非常的崇拜」。實際上上面錯了3個字，讓不好好學習的她，讓麥克道格爾老師非常的生氣。
吉姆・富蘭克林（Jim Franklin）
麥克道格爾老師所教的學生，看名字是個男學生。麥克道格爾老師在給他的數學考卷時，他在上面畫了一隻青蛙，什麼都沒寫，讓麥克道格爾老師非常的生氣。

### 海格蒂家
海格蒂小姐（Miss Haggerty，配音員：田畑百合）
住在山丘上的產婆。是個有些年紀的老婆婆。她是海格蒂家裡最大的孩子，由於看過自己的母親生孩子的遭遇，打算終生不結婚。年輕的時候有著和安妮一樣的紅頭髮，可是25歲時頭髮就白了，在那之後就做著助產士的工作。
海格蒂夫人（Mrs. Haggerty）
海格蒂小姐的母親，據海格蒂小姐說，她生了15個孩子，在海格蒂小姐出生的20年間，都是幫她帶孩子的，以致於海格蒂小姐終生不婚。

#### 與海格蒂小姐接生相關的人們
史密斯夫人（Mrs. Smith）
安妮到漢蒙家的第2天，發現夏綠蒂就要生了，就趕緊到海格蒂小姐家找她。她之後就問安妮是史密斯夫人是還是漢蒙夫人要生，在那時提到的夫人，不過由於是漢蒙夫人要生，所以就沒有機會出現了。
桃樂絲・帕克（Dorothy Parker）
40年前01月20日由海格蒂小姐接生的孩子，出生的時候是個下大雪的日子。母親的名字是「艾芙琳（Evelyn）」，父親的名字是「珀爾（Pearl）」。
金・康貝爾（Gim Campbell）
40年前01月3日由海格蒂小姐接生的孩子，母親的名字是「海倫（Helen）」，父親的名字是「理查（Richard）」。
大衛・潘（David Pan）
40年前由海格蒂小姐接生的孩子，他是他母親流產好幾次後才生下來的，當他平安出生時，感動了他媽媽還有海格蒂小姐。現在已經40歲了，是5個孩子的父親了。
珍・哈德遜（Jane Hudson）
40年前05月15日由海格蒂小姐接生的孩子，生下來的時候心臟不太好，呼吸隨時都會停止似的，以為最多活不過半年，但還是在家人的努力下活到14歲，死的時候就像天使一樣美麗。母親的名字是「潔西卡（Jessica）」，父親的名字是「凱文（Kevin）」。
喬・奈史密斯（Joe Naismith，配音員：岡本寬志）
奈史密斯家的長子，出生時是個下著暴風雨的夜晚，23年前由海格蒂小姐接生，他長的很像他的母親奧莉薇。出生時哭也不哭，差點以為沒有救了。見海格蒂小姐的時候正好過23歲的生日。
艾美・奈史密斯（Amy Naismith，配音員：佐藤朱）
喬的妻子。明年春天她與喬的愛情結晶就會誕生，希望務必請海格蒂小姐幫忙接生。
奧莉薇・奈史密斯（Olive Naismith）
喬的母親，艾美的婆婆。23年前由於是第一次懷孕沒有經驗，讓胎兒待在肚子裡太久了。所以當喬生下來的時候，不哭鬧，差點以為沒救了。在喬每次過生日時，她就會說要好好感謝海格蒂小姐。
奈史密斯（Mr. Naismith）
喬的父親。雖然先被海格蒂小姐給提到，但是名字不詳。他是奧莉薇的丈夫，也是艾美的公公。

### 希望鎮的孤兒院的人們

#### 孤兒院的教職人員
艾美・卡萊爾（Amy Carlyle，配音員：橫尾麻里）
孤兒院的院長。是個很嚴格的中年女性，給人的印象是一板一眼的。她接收了賴森夫人送到院裡的安妮・雪利。一開始被認為是個壞院長，但是其實她的心地很好。她的長相很像「小公主莎拉」裡的明晴院長。
其真實身分就是孤兒院裡大家所謠傳的幽靈（艾美・湯普森）。卡萊爾這個姓是被當時的院長瑪格麗特・卡萊爾收養後所改變的姓。而關於她的過去，請看艾美・湯普森的解說。
瑪格麗特・卡萊爾（Margaret Carlyle，配音員：上村典子）
前任的卡萊爾院長，現在已經過世了。由於當時救出火災中艾美（現任的卡萊爾院長）時傷到腳，變的走路時都要拿拐杖，之後收養艾美為養女。她的口頭禪是「人是被愛著而活著的」。
凱爾老師（Miss Kale，配音員：淵崎有里子）
在孤兒院裡教的是國文方面的老師。是個對人很親切的女性，個性有些膽怯，時常忘東忘西，不過卻相信安妮的為人。她的長相很像「小公主莎拉」裡的愛蜜莉亞。
約瑟夫・肯辛頓（Joseph Kensington，配音員：大川透）
在孤兒院裡教的是數學方面的老師。平常在孤兒院裡幫忙卡萊爾院長做事，出門時幾乎都擔任駕駛馬車的工作，他是個口氣很兇惡的男子。每天晚上他都會去孩子們的寢室查房，確認孩子們睡了沒。
賽拉斯（Silas，配音員：中博史）
孤兒院的職員，給人的印象是個看起來很壞的老人。在安妮到這裡的第一天，他就硬生生拿走安妮重要的包包，並且鎖在儲藏室。後來安妮被栽贓縱火時，他只好把安妮關到反省室裡，並對安妮說只要說出實情，就會被卡萊爾院長原諒。雖然表面上看起來很壞，可是事實上卻對人很好。
在四年前是他向美雅麗（愛德娜的媽媽）介紹這所孤兒院的，4年後他去「西河」把美雅麗給找了回來。

#### 孤兒院的孩子們
愛德娜・哥德弗雷（Edna Godfrey，配音員：渡邊美佐）
孤兒院裡的女孩子。是個看起來很文靜的金髮少女，年紀和安妮相仿。表面上看起來溫柔又對人好，但實際上心地卻很壞，但是其實她也有脆弱的一面。
在7歲的時候，被母親美雅麗給拋棄，對愛德娜說不要她了。事實上只有一半是真的，有一半是謊言。4年後在孤兒院裡與媽媽再次相見，而她看到拋棄她的媽媽美雅麗時一開始非常的生氣的要她離開，但後來聽了媽媽的敘述後才原諒了她。
泰莎（Tessa，配音員：鈴木春子）
孤兒院裡的女孩子。在裡面年紀最小，時常不被採理。在安妮來的第一天，看到安妮拿了包包裡的東西，在安妮走後就偷偷的把包包搬到愛德娜她們集會的地方，由於她的粗心大意，不小心把蠟燭和燈油打翻，導致安妮的布朗寧的詩集還有筆記都被燒毀。
一開始她對安妮沒有好感，可是之後她因為安妮的東西被燒毀向安妮道歉，由於安妮原諒她，而且對她很溫柔，漸漸的喜歡了安妮。另一方面，她非常愛哭，對於父母的死讓她非常的內疚，覺的一切都是她害的。之後她照顧了被遺留在孤兒院前的一個女嬰，讓她對新的事物產生了希望。
凱西・梅根（Cassie Megan，配音員：荒木香惠）
孤兒院裡的女孩子。一開始對安妮示好，不過由於她拉了安妮的頭髮，安妮很生氣，甩開了她，讓她很不高興，之後就嘲笑安妮頭髮太紅。
妮娜・史密斯（Nina Smith，配音員：時田光）
孤兒院裡的女孩子。由於安妮的不理不睬，以致於對安妮失去了興趣，就嘲笑安妮的頭髮像稻草。在安妮說出不想和孤兒院裡的大家做朋友後，她開始想要對付她。
愛倫（Ellen，配音員：佐藤朱）
孤兒院裡的女孩子。在安妮被欺負時，偷偷的竊笑。
艾芙琳（Evelyn，配音員：高橋真由子）
孤兒院裡的女孩子。在安妮對孤兒院的所有人道歉後，來找她說話的女孩子。
珍（Jane，配音員：小橋知子）
孤兒院裡的女孩子。在安妮對孤兒院的所有人道歉後，來找她說話的女孩子。
莉莉・瓊斯（Lily Jones，配音員：中司優花）
孤兒院裡的女孩子。在第33話登場，是個5歲左右的女孩，由第36話證實，她正是在紅髮安妮裡一開始被史賓賽夫人領養的小女孩。
然而某一天，她找泰莎去看在孤兒院的閣樓裡的貓所生的小貓時，聽到黛拉不小心從椅子上摔到地板上的聲音，讓泰莎事後被約瑟夫罵的罪魁禍首。
在第39話被史賓賽夫人收養，與安妮一起到愛德華王子島去了。
艾美・湯普森（Amy Thompson，配音員：橫尾麻里）
很久以前是孤兒院的女孩子，那時發生火災時聽說被燒死了，現在成了孩子們口中反省室裡的幽靈。在反省室的某面牆上，安妮與泰莎看到有留下「今晚閃耀的月光將鞭打著我，我將永遠在這裡烙上滿懷傷痛的刻印」，這句令人聳動的話語。這很有可能就是那個死去的（艾美・湯普森）在火災發生時所留下的話。
之後安妮在院長室打掃時隨手一翻櫃子上的《哈姆雷特》時發現了夾在書裡的一張一個女孩子與一位女性的合照，而背後寫著她的名字，讓安妮產生的莫大的疑問。後來謎團解開了，其現任的卡萊爾院長就是照片上也就是當時的（艾美・湯普森），而另外一位就是瑪格麗特（前任卡萊爾院長）。
當時13歲的她進入孤兒院，由於被親戚和家人拋棄，對於人不信任，有一天她拿蠟燭關在小屋裡，不小心把蠟燭掉落而燒起來時，原本做了死的打算的她，卻被瑪格麗特從發生火災的裡面救出了她，讓她感到莫大的感恩，之後到大學讀書，後來回到孤兒院成為瑪格麗特的養女，她對於瑪格麗特有著莫大的感恩。
黛拉（Della）
一個被棄留在孤兒院前面的女嬰，大約1歲左右。真名不詳，由於不知道名字，所以泰莎就以自己已經去世母親的名字「黛拉」來為她命名，並且細心的照顧她。原本卡萊爾院長以規定不能收養5歲以下的孩子為由，不打算收養她，之後卡萊爾院長拜訪附近嬰兒院後，在新院長與她聯繫後得知已無法再收養孩子，被拒絕了。
後來卡萊爾院長從凱爾老師的口中得知她母親已經過世了，父親行蹤不明可能也不在了，所以只好破例收養了她，由安妮和泰莎來照顧她。由於她還小，一點也不曉得她的母親茱莉已經過世了，就在這樣的環境下成長著。

#### 孤兒院孩子們已故的親人
湯姆（Tom，配音員：增谷康紀）
泰莎的父親。以前與妻子黛拉還有泰莎三人一起到「綠色懸崖（Green Cliff）」（【一個可以看的到海的城鎮】）的山路上，由於在駕駛馬車的他，一不注意結果馬失控，摔下山崖死了。
黛拉（Della，配音員：進藤尚美）
泰莎的母親。以前與丈夫湯姆還有泰莎三人一起到「綠色懸崖」的路上，因為馬車失控，摔下山崖時死命的保護泰莎，結果以她的死來換泰莎的命，無法達成買巧克力給泰莎的願望。
梅根老先生（Old Mr. Megan）
據凱爾老師說，是個和藹可親的人。原本與孫女凱西一起生活，不過有一天卻去世了，現在凱西仍然會唱著就是從他那邊得到的歌。
史密斯夫人（Mrs. Smith）
妮娜的母親，身體不太好，時常由妮娜來照顧，直到她過世為止，之後妮娜就到希望鎮的孤兒院生活。
茱莉（Julie）
黛拉的母親，根據雜貨店老闆班說，她是位很溫柔的女性，對人很好，時常來他那裡買東西，他相信她不會不會丟下孩子的，班說她住在一個叫「小山谷（Little Valley）」的城鎮。不過，當凱爾老師與約瑟夫帶著黛拉去「小山谷」找她，卻得知她在一個月前已經去世了，因此沒辦法他們只好把黛拉帶回孤兒院，由卡萊爾院長來決定孩子的去處。
茱莉的丈夫（Julie's Husband）
黛拉的父親，根據約瑟夫的說法，他離家出走後行蹤不明，可能也已經死掉了。
哥德弗雷（Mr. Godfrey）
愛德娜的父親，美雅麗的丈夫。在愛德娜小的時候就去世了。

### 其他登場人物
約翰（John，配音員：向井修）
一個住在綠色山崖的男子，他要載貨物的男子，把東西放到老地方去。
班（Ben，配音員：藤本孝弘）
住在希望鎮附近的雜貨店老闆，他確信黛拉就是一位名叫茱莉的女性的孩子，而且說不定茱莉還在找她呢！
史賓賽夫人（Mrs. Spencer，配音員：進藤尚美）
她正是在「紅髮安妮」裡，帶著安妮與莉莉的到愛德華王子島的夫人。在第36話，她寄了一封信給希望鎮的卡萊爾院長，說她希望領養一個女孩子，而卡萊爾院長給她決定了莉莉・瓊斯，並且信裡面還提到她的朋友卡斯伯特兄妹要領養一個女孩子的事情。
在第39話收養了莉莉，並帶安妮一起前往愛德華王子島，她告訴安妮說卡斯伯特兄妹都是很親切的人，雖然所住的地方看不到海，不過聽說住的地方是個有著綠色屋頂的美麗家園，所以又被稱為「綠色莊園」的地方。
馬修・卡斯伯特（Matthew Cuthbert）
卡斯伯特兄妹裡的哥哥，他住在愛德華王子島的艾凡里的綠色莊園裡。對於要領養一個孩子的事情，他託付給史賓賽夫人。
瑪麗拉・卡斯伯特（Marilla Cuthbert）
馬修的妹妹，她以為馬修和史賓賽夫人說好帶給綠色莊園的是個可以幫忙的男孩子。
美雅麗・哥德弗雷（Mary Godfrey，配音員：日野由利加）
愛德娜的母親。7歲的時候在孤兒院拋棄的愛德娜，從此下落不明，後來卡萊爾院長說賽拉斯一個月前在「西河（West River）」有看到她的身影，就叫賽拉斯去找她，然後被賽拉斯找到後帶回孤兒院，與愛德娜再次見面已經過了4年，一開始看到她時愛德娜非常的生氣。
後來聽她敘述說她是因為生病而不得不拋棄愛德娜的，原本拋棄愛德娜後想去死，可是卻被「西河」的療養院的醫生所救，之後就一直住在療養院裡。她在愛德娜的洋娃娃茱蒂裡縫進了她的結婚戒指，是希望愛德娜能夠看到茱蒂就想到她，之後也獲得愛德娜的諒解。
喬治・麥克佛萊（George McFly）
是個位在於瑪格麗特・卡萊爾的墓碑前方的墓碑上主人的名字，雖然在畫面上名字有些許模糊，不過大概可以推敲出其墓碑上的主人就叫這個名字。

### 登場的動物與其他物品
花瓣（花栗鼠）（Hanabira【Petal】（Chipmunk））
安妮在柏林布洛克的森林裡遊玩時，看到的一隻花栗鼠，那時正好有花瓣掉在牠頭上，安妮就給牠取名為「花瓣」，可是沒多久就跑走了。
羅欽華（貓）（Lochinvar（Cat），配音員：川田妙子）
明頓夫人送給安妮的貓。因為苦無找不到給牠的名字，而安妮在聽了愛麗莎對她說的羅欽華騎士的故事，覺得牠與這騎士描述的很像，牠有著像陽光一樣的金黃色貓毛，就給牠取名為「羅欽華」。
在取這名字之前，安妮也曾給牠取過「布朗尼（Brownie）」和「伍迪（Woody）」，但都覺得不適合。
從柏林布洛克到馬里斯維爾，安妮都把牠帶在身邊，照顧牠，陪牠玩。只是在第26話離開湯瑪斯家時，要收養安妮的肯德里克，因為妻子夏綠蒂對貓過敏，安妮只好和牠道別了。
珍（微風）（Jane（Wind））
柏林布洛克的湯瑪斯家的風，安妮給它取的名字。
露意莎（洗衣籃）（Louisa（Laundry Basket））
柏林布洛克的湯瑪斯家的洗衣服時的洗衣籃，安妮給它取的名字。
媽媽的陽光所在（披肩）（Mother's Sunny Place（Shawl））
喬安娜最寶貝的披肩，是她還在懷愛麗莎的時候縫製的。之後安妮幻想著喬安娜當時用一針一線的縫製著它，並用它來包剛出生的女兒愛麗莎，就給這披肩取了這樣的名字。不久之後霍瑞斯和愛德華因為閒的發慌，就把它拿出來到河邊玩起了這條披肩，結果風一吹就跑飛走了。安妮看到這樣的事情，就趕快去把它找回來。
凱蒂・莫里斯（餐具櫃）（Katie Maurice（Cupboard））
湯瑪斯家的餐具櫃，實際上是安妮的父母華爾特與柏莎的書櫃。出生沒多久後的安妮在失去了父母的時候，喬安娜帶過來的，但是裡面的書都被伯特為了要錢而賣光了。在第6話用上的愛麗莎以前的好朋友，「凱蒂・莫里斯」來為它命名。之後安妮一遇到不順心或美好的事情，都會和它說說話的。
愛麗莎・莫里斯（餐具櫃）（Eliza Maurice（Cupboard））
明頓家的餐具櫃，安妮使用了愛麗莎的名字，為它命名，說它是凱蒂的雙胞胎姊妹。
野薔薇（馬）（Nobara【Wild Rose】（Horse））
湯瑪斯家的馬，這名字是因為安妮看牠的眼神和野薔薇一樣堅韌，而給牠取的名字。
皮帕（馬）（Pippa（Horse））
史考特借來的馬，由於不知道馬名，所以安妮就引用布朗寧的【皮帕走過了】的女主角「皮帕」為牠命名。
露露（樹）（LuLu（Tree））
安妮到馬里斯維爾的新家，擁有自己的二樓房間時，看到外面的兩棵樹，一時興起取的名字，說牠們就像雙胞胎一樣的好。
貝兒（樹）（Belle（Tree））
安妮到馬里斯維爾的新家，擁有自己的二樓房間時，看到外面的兩棵樹，一時興起取的名字，說牠們就像雙胞胎一樣的好。
梅莉（乳牛）（Mary（Cow））
藍道夫家牧場上的乳牛。
約翰（公牛）（John（Bull））
藍道夫家牧場上的公牛。安妮與藍道夫放學回家的途中，與蘿拉一起逃出來散步。
蘿拉（乳牛）（Laura（Cow））
藍道夫家牧場上的乳牛。安妮與藍道夫放學回家的途中，與約翰一起逃出來散步。
薇奧麗塔（山的回音）（Laura（Vioretta（Echo））
安妮來到漢蒙家的第2天，被夏綠蒂說不要她的話給傷心到時，就跑道山上的一處大叫，結果回音傳了回來，讓安妮一時以為有人回她，就給它取名為「薇奧麗塔」。
茱蒂（洋娃娃）
愛德娜的母親美雅麗做給愛德娜的洋娃娃。愛德娜一個人的時候，她都會到倉庫裡，拿出藏在裡面的它，和它說說話。
旁白（Narration，配音員：池田昌子）
本故事的解說員。擔任解說故事與下集預告的部分。 此外還有在第1話至第26話的過場畫面的時候，呼叫安妮的全名。

## 著名作家與其動畫中的故事

### 動畫中提到的著名作家
華爾特・史考特（Walter Scott）
這是愛麗莎唸給安妮關於擁有金髮的騎士《羅欽華（Lochinvar）》的作者。他是19世紀的蘇格蘭詩人和作家，其羅欽華是從他的「馬米昂（Marmion）」中找出來的。後來安妮把明頓夫人送給牠的貓取了一樣的名字。
羅伯特・布朗寧（Robert Browning）
19世紀英國著名的詩人，安妮在柏林布洛克得到愛默生夫人贈與的布朗寧詩集，她把這本書當成「金色泉水」來看待，安妮每次看的時候都感到無比的高興。
威廉・莎士比亞（William Shakespeare）
16世紀英國著名的戲劇家，安妮在漢蒙家的地下室找到了莎士比亞全集，就非常欣喜的讀了他的偉大作品。
威廉・華茲華斯（William Wordsworth）
18世紀英國著名的浪漫詩人。安妮也有在地下室看到他的著作，只是沒有看她讀過。
約翰·格林里夫·惠蒂埃（John Greenleaf Whittier）
19世紀美國著名的詩人。第39話在艾格曼把花給安妮之前，說了一段他的詩句給安妮。

### 王子變魔物的故事
亨利王子（Prince Henry）
安妮到艾格曼家時所編的故事，他的愛人是森林裡的妖精，但卻被沼澤魔女把他變成了魔物。
妖精（Fairy）
亨利的戀人，因為王子亨利變成了魔物而不敢接近他。
沼澤魔女（Witch of the Marsh）
一個住在沼澤的魔女，是她把亨利這個王子變成魔物的。

### 佛祖的故事
喬達摩・悉達多（Gautama Siddhartha）
佛祖的俗名，是個印度人，在2500多年前，因為迦毗羅衛國的王妃，生不出孩子，但由於某天晚上做了個夢，夢到一隻白象走進她的肚子，後來懷孕，生下了他。在長大後看遍世間的滄桑後決定出家，傳達佛教的用意，後人就尊稱他為「釋迦牟尼（Sakyamuni）」。
是由於蜜爾德麗德騙安妮說下次考試要考關於印度的歷史，安妮為了能夠在準備下次考試，而去請求艾格曼的時候，而得到這樣的故事。

### 亞瑟王的故事
亞瑟王（King Arthur）
依照艾格曼的劇本，亞瑟得到魔法師梅林所給的書，變成了國王。其亞瑟王的角色由藍道夫爭取而來飾演的，他是個留著烙腮鬍的亞瑟。
魔法師梅林（Wizard Merlin）
幫助亞瑟變成國王的魔法師，不過這裡依照艾格曼的劇本，給亞瑟的是書本，用那本書當上國王。其魔法師梅林的角色是由麥可來飾演的。
桂妮薇爾公主（Princess Guinevere）
亞瑟的王妃。其桂妮薇爾是由安妮爭取而來飾演的。
妖精（Fairy）
蜜爾德麗德爭取到的角色，可是由於不是蜜爾德麗德想要的桂妮薇爾，讓她非常生氣，氣安妮搶走她想要的角色，一氣之下蜜爾德麗德告訴了父母，而使得演出被迫停止。後來蜜爾德麗德為了贖罪，而讓大家在大人會在的集會所演出，但是她並沒有演出妖精一角。

### 安妮看的羅密歐與茱麗葉故事中的登場人物
羅密歐・蒙泰古（Romeo Montague）
故事中的男主角。
蒙泰古勳爵（Lord Montague）
羅密歐的父親。
蒙泰古夫人（Lady Montague）
羅密歐的母親。
茱麗葉・凱普雷特（Juliet Capulet）
故事中的女主角。
凱普雷特勳爵（Lord Capulet）
茱麗葉的父親。
凱普雷特夫人（Lady Capulet）
茱麗葉的母親。
山普森（Sampson）
茱麗葉家中的傭人。
葛雷果里（Gregory）
茱麗葉家中的傭人。
墨丘西奧（Mercutio）
維羅納的太守，羅密歐的朋友。
黛安娜（Diana）
故事中提到的神，是羅馬神話中的月亮女神與狩獵女神。
維斯塔（Vesta）
故事中提到的神，是羅馬神話中的灶神。

## 故事中提到的偉人與其他故事中的人物
拉比・班・艾茲拉（Rabbi ben Ezra）
安妮看的布朗寧詩集裡面所寫到的人物，是個關於「亞伯拉罕・班・梅爾・伊本・艾茲拉（Abraham ben Meir ibn Ezra）」的故事。他是12世紀西班牙猶太教的拉比，是個學者和詩人，同時在文法、哲學、天文學、數學和醫學等多方面都有很卓越的表現。
亞伯拉罕・林肯（Abraham Lincoln）
美國南北戰爭時期的總統，亨德森老師借給想要成為記者得麥可關於他的傳記，讓他效法他。此外，艾格曼也有提到過他。
亨利・莫茲萊（Henry Maudslay）
英國工業革命時的技術師，艾格曼對亨德森老師說，他只是賣雞蛋的並沒有照亮世人光輝的熱情時，順便提到的人物。
雷尼・笛卡兒（Rene Descartes）
法國著名的哲學家、數學家和物理學家，艾格曼在自己寫的亞瑟王故事中引用了他的話語，如「所有的好書，讀起來就像和過去世界上最傑出的人們的談話」。
繆斯（Muse）
普里姆生夫人來到哈德遜的店裡要買感冒藥時，安妮說「ECHINACEA」也許可以用，在希臘語中是刺蝟的意思，是女神繆斯所取名的花，因而提到她的名字。
羅森克蘭茲（Rosencrantz）
哈姆雷特的朋友，在安妮看的莎士比亞的《哈姆雷特》中出現的人物。
桂爾登斯坦（Guildenstern）
哈姆雷特的朋友，安妮在卡萊爾院長的書櫃上看莎士比亞的《哈姆雷特》中出現的人物。
安東尼奧（Antonio）
葛萊西安諾的朋友，出自於莎士比亞的《威尼斯商人》中的人物。安妮曾把麥克道格爾老師比喻成他。
葛萊西安諾（Gratiano）
安東尼奧的朋友，出自於莎士比亞的《威尼斯商人》中的人物。安妮曾把自己比喻成他。
馬克白（Macbeth）
安妮提到的人物，是莎士比亞四大悲劇中的角色。
李爾王（King Lear）
安妮提到的人物，也是莎士比亞四大悲劇中的角色。本來安妮想要看關於他的故事時，卻被意外的事件打斷而沒有看。
寇黛麗亞公主（Princess Cordelia）
李爾的小女兒，是個比兩個姊姊「歌妮莉兒（Gonerill）」和「芮根（Regan）」的三姊妹之中，最孝順父王的一位，可是父王李爾卻判斷錯誤，導致悲劇。在「紅髮安妮」的安妮曾對瑪麗拉說她喜歡這個名字，可能就是從這裡來的。

## 主題歌、插入歌
- 片頭曲「太陽的種子」(第1話~第39話)
  - 作詞：森由里子、作曲：吉野夕夜、編曲：山下康介、歌：井上杏美
- 片尾曲「太好了♪進行曲」(第1話~第39話)
  - 作詞：森由里子、作曲：新井理生、編曲：新井理生、歌：井上杏美

## 標題播映表
| 話數 | 副標題           | 播映日         | 腳本            | 分鏡       | 演出     | 作畫監督              |
| ---- | ---------------- | -------------- | --------------- | ---------- | -------- | --------------------- |
| 1    | 紅髮安妮         | 2009年4月5日   | 島田滿          | 谷田部勝義 | 西田健一 | 西村貴世              |
| 2    | 安妮這個名字     | 2009年4月12日  | 平野靖士        | 高橋順     | 高橋順   | 武內啟                |
| 3    | 黃色的小房子     | 2009年4月19日  | 中弘子          | 城所聖明   | 城所聖明 | 菱沼祐樹              |
| 4    | 金色泉水         | 2009年4月26日  | 島田滿          | 西田健一   | 西田健一 | 大橋學                |
| 5    | 愛麗莎的戀愛     | 2009年5月3日   | 島田滿          | 木宮茂     | 櫛引康志 | 西村貴世 佐久間康子   |
| 6    | 希望誕生         | 2009年5月10日  | 島田滿          | 西田健一   | 西田健一 | 大橋學                |
| 7    | 秋風與玫瑰花     | 2009年5月17日  | 島田滿          | 高橋順     | 高橋順   | 武內啟                |
| 8    | 遙遠的調查       | 2009年5月24日  | 平野靖士        | 城所聖明   | 城所聖明 | 菱沼祐樹              |
| 9    | 前往馬里斯維爾   | 2009年5月31日  | 中弘子          | 藤森鹿妻   | 櫛引康志 | 佐佐木惠子            |
| 10   | 不可思議的賣雞蛋 | 2009年6月7日   | 中村誠          | 小高義規   | 小高義規 | 西村貴世 佐久間康子   |
| 11   | 冬天的向日葵     | 2009年6月14日  | 中村誠          | 三原武憲   | 三原武憲 | 清水昌之              |
| 12   | 第一次去學校     | 2009年6月21日  | 中弘子          | 西田健一   | 西田健一 | 大橋學                |
| 13   | 莎蒂這個朋友     | 2009年6月28日  | 平野靖士 島田滿 | 高橋順     | 高橋順   | 武內啟 西尾良寬(補佐) |
| 14   | 藍道夫的夢想     | 2009年7月5日   | 中村誠          | 城所聖明   | 城所聖明 | 佐藤好春              |
| 15   | 去野餐吧！       | 2009年7月12日  | 島田滿          | 藤森鹿妻   | 櫛引康志 | 佐佐木惠子            |
| 16   | 更多的書本！     | 2009年7月19日  | 中村誠          | 三原武憲   | 三原武憲 | 清水昌之 古澤英明     |
| 17   | 我們的舞台       | 2009年7月26日  | 島田滿          | 西田健一   | 西田健一 | 西村貴世              |
| 18   | 戀愛的去向       | 2009年8月2日   | 島田滿          | 高橋順     | 高橋順   | 武內啟 後藤有宏(補佐) |
| 19   | 悲傷的茶會       | 2009年8月9日   | 中弘子          | 錦織博     | 上原秀明 | 佐久間康子            |
| 20   | 危險的陷阱       | 2009年8月16日  | 平野靖士 島田滿 | 西田健一   | 櫛引康志 | 加藤惠子              |
| 21   | 再見的雪         | 2009年8月23日  | 平野靖士 島田滿 | 三原武憲   | 三原武憲 | 清水昌之              |
| 22   | 很棒的客人       | 2009年8月30日  | 中村誠          | 西田健一   | 西田健一 | 大橋學 西村貴世       |
| 23   | 小生命           | 2009年9月6日   | 中弘子          | 寺東克己   | 高橋順   | 武內啟 後藤有宏(補佐) |
| 24   | 聖誕節的魔法     | 2009年9月13日  | 島田滿          | 城所聖明   | 城所聖明 | 佐藤好春              |
| 25   | 比雪還要冷       | 2009年9月20日  | 島田滿          | 藤森鹿妻   | 櫛引康志 | 佐佐木惠子            |
| 26   | 再見了！湯瑪斯家 | 2009年9月27日  | 島田滿          | 三原武憲   | 三原武憲 | 清水昌之              |
| 27   | 那座山丘的那一方 | 2009年10月4日  | 島田滿          | 西田健一   | 西田健一 | 加藤惠子              |
| 28   | 只有一人的課堂   | 2009年10月11日 | 中村誠 島田滿   | 高橋順     | 高橋順   | 大橋學 西村貴世       |
| 29   | 海格蒂小姐的秘密 | 2009年10月18日 | 中弘子          | 城所聖明   | 城所聖明 | 佐藤好春              |
| 30   | 微風莊的回憶     | 2009年10月25日 | 島田滿          | 藤森鹿妻   | 櫛引康志 | 佐佐木惠子            |
| 31   | 只有一個希望     | 2009年11月1日  | 中弘子          | 三原武憲   | 麥野愛須 | 清水昌之              |
| 32   | 最壞的開始       | 2009年11月8日  | 島田滿          | 西田健一   | 西田健一 | 加藤惠子              |
| 33   | 可怕的一夜       | 2009年11月15日 | 島田滿          | 高橋順     | 高橋順   | 佐久間康子            |
| 34   | 前往遙遠的城鎮   | 2009年11月22日 | 島田滿          | 城所聖明   | 城所聖明 | 佐藤好春 大橋學       |
| 35   | 泰莎的眼淚       | 2009年11月29日 | 島田滿          | 寺東克己   | 櫛引康志 | 佐佐木惠子            |
| 36   | 希望的信         | 2009年12月6日  | 島田滿          | 藤森鹿妻   | 城所聖明 | 清水昌之              |
| 37   | 被陽光所擁抱     | 2009年12月13日 | 島田滿          | 西田健一   | 西田健一 | 加藤惠子              |
| 38   | 花朵盛開的早晨   | 2009年12月20日 | 島田滿          | 高橋順     | 高橋順   | 佐久間康子            |
| 39   | 前往愛德華王子島 | 2009年12月27日 | 島田滿          | 谷田部勝義 | 城所聖明 | 西村貴世              |

## 外部連結
- （日語） 世界名作劇場 你好 安妮 ～Before Green Gables(日本官網) （页面存档备份，存于）
- 互联网电影数据库（IMDb）上《你好 安妮 ～Before Green Gables》的资料（英文）